# Protomydas dives
Protomydas dives är en tvåvingeart som först beskrevs av John Obadiah Westwood 1841.  Protomydas dives ingår i släktet Protomydas och familjen Mydidae. Inga underarter finns listade i Catalogue of Life.